# بريدعة
قرية بريدعة هي إحدى القرى التابعة لمركز مطوبس في محافظة كفر الشيخ في جمهورية مصر العربية. حسب إحصاءات سنة 2006، بلغ إجمالي السكان في بريدعة 4644 نسمة، منهم 2197 رجل و2447 امرأة.